# Underground (Schülerzeitung)
Underground. Das deutsche Schülermagazin war eine deutsche Jugendzeitschrift, die in der Zeit der Studentenrevolte von 1968 bis 1970 bundesweit vertrieben wurde.
Die Zeitschrift war kommerziell ausgerichtet, präsentierte sich aber thematisch als linke Alternative zur Bravo mit einem betont antiautoritären Gestus. Besonderes Kennzeichen war die Verleihung des „Schlagrings der Woche/des Monats“ an einen prügelnden Lehrer. Das Projekt, das naturgemäß bei der konservativen Lehrerschaft für einige Unruhe sorgte, wurde im 3. Jahrgang mit der Ausgabe 7/1970 eingestellt.
Themen wie Von zu Hause weg – aber wohin ? Schülerkommunen; Am Arsch der Welt – Jugend in der Kleinstadt; Sex schon ab vier ? Über Sexualität und Herrschaft (Titel der Ausgabe Nr. 4 April 1969) riefen Jugendschutzverbände auf den Plan.
Underground erschien im Verlag Bärmeier & Nikel in Frankfurt am Main, der damals auch die Satirezeitschrift pardon herausgab.
Am 21. August 1969 wurde die Zeitschrift vorläufig und am 5. September 1969 endgültig in die Liste der jugendgefährdenden Schriften aufgenommen.